# Stadtwerk
En allemand, Stadtwerk signifie littéralement « Atelier municipal » ; les Stadtwerke sont une institution typiquement allemande (et autrichienne), qui joue un rôle essentiel dans la vie locale ainsi que dans plusieurs secteurs économiques : production et distribution d'énergie, d'eau et de chaleur ; transports urbains ; collecte et traitement des déchets urbains, etc.
Les Stadtwerke sont des entreprises communales de statut public ou mixte ; elles peuvent aussi appartenir à des groupements de communes ; leur statut juridique est de droit privé : elles sont le plus souvent organisées sous la forme de sociétés par actions (Aktiengesellschaft, AG) ou de sociétés à responsabilité limitée (Gesellschaft mit beschränkter Haftung, GmbH).
Les plus grandes se sont transformées en holdings gérant de multiples filiales qui assurent chacune une des missions qui lui ont été confiées.
Le statut privé de ces entreprises a rendu possible le développement d'un écheveau complexe de relations d'affaires entre les collectivités locales et les groupes privés tels que RWE, E.ON, etc.

## Fonctions et missions
Les Stadtwerke ont été créées par les conseils municipaux dans le but de leur confier la mission de rendre des services techniques ou des services d'approvisionnement pour la commune et ses habitants.
Les services le plus souvent pris en charge par les Stadtwerke sont :
- distribution (et souvent production) d'électricité, de gaz, d'eau ;
- chauffage urbain ;
- transports urbains (métro, tramway, bus, taxis, aérodromes, etc) ;
- télécommunications (réseaux téléphoniques, réseaux câblés, services postaux, etc) ;
- collecte et traitement (tri, incinération, compostage, méthanisation, etc) des déchets urbains, y compris traitement des eaux usées ;
- nettoyage urbain, y compris chasse-neiges, etc. ;
- éclairage public ;
- parkings ;
- aménagements portuaires, canaux, digues, ponts ;
- bâtiments publics de sports (stades, piscines, gymnases, etc) et de loisirs (théâtres, opéras, musées, bibliothèques), mairies, casernes de pompiers, écoles, hôpitaux, maisons de retraite, cimetières, etc.

L'ensemble de ces missions sont attribuées à la Stadtwerk de la ville.

## Liste des principales Stadtwerke
Une liste des principales Stadtwerke allemandes et autrichiennes peut être consultée sur le Wikipedia allemand.
Par exemple, la Stadtwerk de Francfort est Stadtwerke Frankfurt am Main (de) Holding GmbH ; elle a quatre filiales : VGF (de) qui gère les transports urbains ; Mainova (de) qui gère la distribution de gaz, d'électricité, d'eau et de chaleur ; BBF pour les piscines ; AVA pour l'incinération des déchets. Elle détient aussi des participations de 20 % dans l'aéroport de Francfort et de 6 % dans Süwag Energie, la compagnie électrique locale contrôlée par RWE.

## Comparaison avec les régies municipales françaises
En France, les régies municipales ont un rôle généralement plus restreint, limité à une seule mission ; cependant, on trouve dans l'est, en particulier en Alsace et en Lorraine, des régies ou SEM qui ressemblent aux Stadtwerke :
- Électricité de Strasbourg, ancienne Stadtwerk de la Ville de Strasbourg (Elektrizitätswerk Straßburg, fondée en 1899), devenue en 1954 une filiale d'EDF ;
- UEM, créée en 1901 (Städtisches Elektrizitätswerk Metz), gère trois centrales hydrauliques, une centrale thermique de cogénération et une usine d'incinération des déchets ménagers qui alimentent le réseau de chauffage urbain de l'agglomération messine, et distribue l'électricité à Metz et environs ;  elle gère également les réseaux d'éclairage public de près de 142 communes, ainsi qu'un réseau câblé TV-internet ;
- Vialis, ancienne Stadtwerk de la Ville de Colmar, transformée en SEM en 2004, distribue l'électricité et le gaz naturel, la TV et internet par le câble, gère l'éclairage public et la signalisation lumineuse.
- Le Syndicat intercommunal d'énergie et de e-communication de l'Ain (SIEA) est un syndicat intercommunal à vocation unique créé en 1950 afin de coordonner la politique énergétique des communes de l'Ain. Un service communication électronique a été créé en 2005 et 2007 marque le lancement des projets haut débit et très haut débit et ce notamment avec la création de la régie RESO-LIAin. Le service a été développé en 2018 avec la création d'une direction dédiée au projet FttH.

On peut citer également Gaz Électricité de Grenoble, régie municipale créée en 1851, devenue SEM en 1986, produit 23 % de l'électricité qu'elle distribue ; elle distribue également le gaz naturel et le gaz naturel véhicule, et gère l'éclairage public de l'agglomération grenobloise.